# ウルーズガーン州
ウルーズガーン州（ウルーズガーンしゅう、Orūzgān パシュトー語表記で ؤروزگان）は、アフガニスタン南部の州である。面積は約1万1474平方キロメートル（34州中20位）、州の総人口は33万3500人（34州中30位）、人口密度は29人/平方キロ（34州中21位）。ウルズガン県やウルズガン州と表記される事もある。州都はタリーン・コート。

## 地理

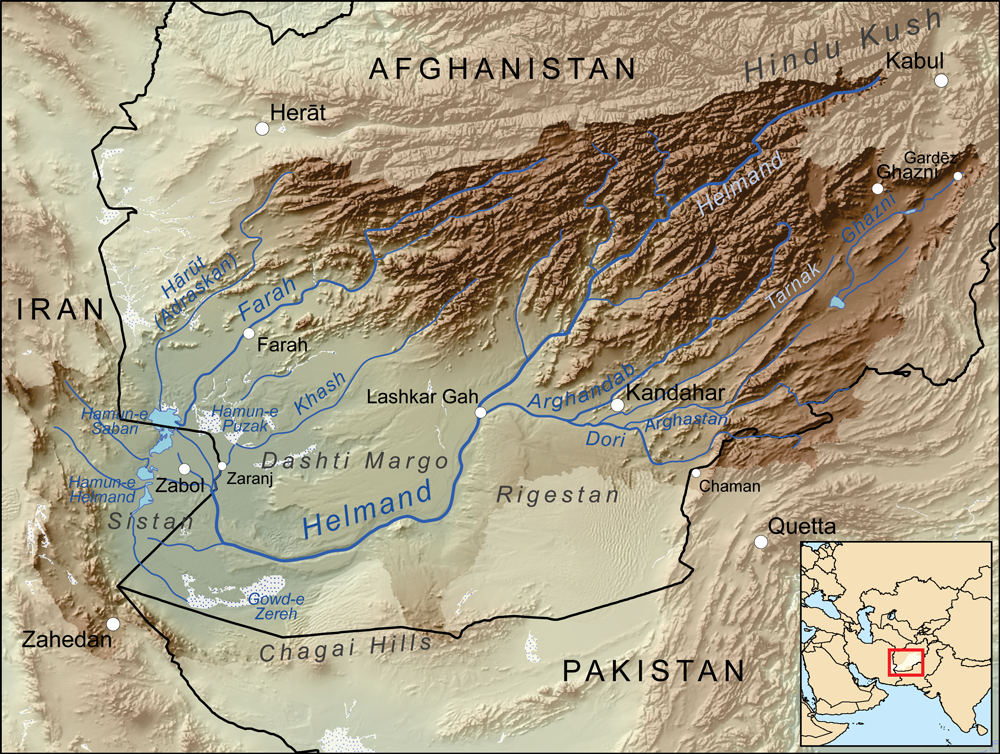
アフガニスタン南部の河川

ウルーズガーン州は日本の岐阜県とほぼ同じ大きさの州である。ウルーズガーン州はヒンドゥークシュ山脈の山中を流れるヘルマンド川とその支流のTirin川の2つの川筋で構成されている。ヘルマンド川はGizab郡からShahidi Hassas郡を抜け、Dehraou郡に流れていく。一方、Tirin川はKhas Urozgan郡からChora郡を抜けて州都タリーン・コートを通り、Dehraou郡でヘルマンド川と合流する。 タリーン・コート周辺は大規模な盆地になっていて、Chora郡などから流れてくるkmaisan Rud川のような小規模河川がいくつも合流する。タリンコートの西には中規模な盆地があり、Dehraoudの町がある。一方、北東にはGizab郡に抜ける回廊のような小規模な盆地があり、その両脇にも小規模な盆地がある。回廊状の盆地の南端にはChoraの町があり、タリーン・コートの盆地と回廊状の盆地と両脇の盆地をつなぐ交通の要所になっている。Gizab郡はヒンドゥークシュ山脈の山中にあるが、Gizabの周辺だけ小さな盆地になっている。
- Gizab郡
- Chora郡

## 歴史

### 冷戦時代
1950年頃、ウルーズガーン州は南部州（現在のパクティヤー州）の一部だったが、1964年頃に分割されて独立した州になった。1966年頃、パクティヤー州の一部を再分割してKatawaz・ウルーズガーン州とする構想が練られたが実現しなかった。その頃の州都はQala-Hazar Qadamにあったが、1971～1972年頃に現在の州都であるタリーン・コートに移動した。

### アメリカ同時多発テロ事件以降

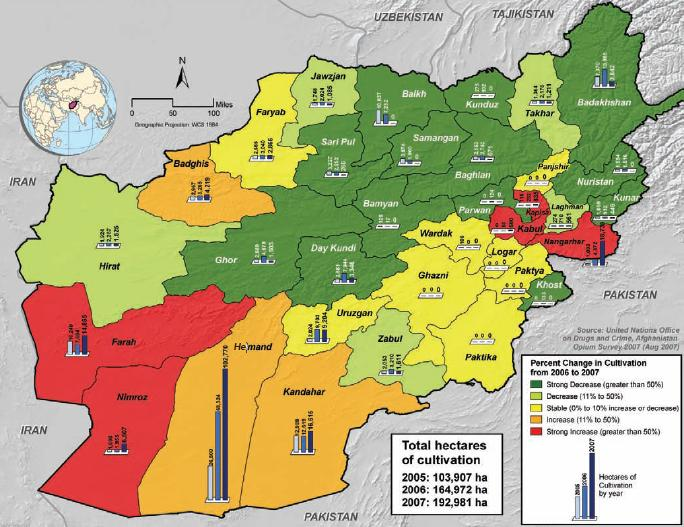
2005年から2007年の麻薬生産量の推移

2001年9月、アメリカ同時多発テロ事件が起き、10月にはアメリカ合衆国がアフガニスタンに侵攻し、有志連合や北部同盟と共に戦闘を開始した。ムハンマド・オマルの出生地と言われるウルーズガーン州では2001年にSayyd Alma Kalay空爆、2004年にはアズベリ・パーク作戦（6月）が実施された。一方、2002年の結婚式誤爆事件（34～48人死亡・50～117人負傷）のように民間人に被害が出て、カブールで抗議デモが行われた。2004年になってもムハンマド・オマルは見つからず、逆にIED攻撃によって州政府の役人が殺害されるなどターリバーンとの戦いが続いた。同年3月、アフガニスタン政府はハザーラ人が多いウルーズガーン州の北部を分離してダーイクンディー州とした。

### 第一回大統領選挙後
10月には第一回の大統領選挙が実施され、ウルーズガーン州ではかつて当地でターリバーンと戦っていたこともあるハーミド・カルザイ（約77％）が最多得票を得た。2005年3月、豪雨によりヘルマンド川が決壊し115人が死亡した。同年9月、下院議員選挙と州議会議員選挙が行われたが、投票に向かう途中の有権者が殺害されるなどの妨害事件が起きた。その後、治安維持は国際治安支援部隊（ISAF）が行うことになり、第三段階として2006年7月からアフガニスタン南部で活動を開始した。ISAF軍はさっそく攻勢に出てパース作戦を実施した。ウルーズガーン州の当初の担当はオランダ軍だったが、翌年オーストラリア軍もウルーズガーン特務部隊に加わった。2007年、戦争は激しさを増し、自爆テロや無差別爆撃によってISAFや民間人に多数の犠牲者が出た。ウルーズガーン州では2007年にチョーラの戦い（6月）、Firebase Anacondaの戦い（8月）が起きた。2008年も戦闘は続き、路肩爆弾や自爆攻撃により民間人やオランダ兵に死傷者が出た。ターリバーンはヘルト・ウィルダースの製作した反イスラム的な短編映画に対する報復としてオランダ軍を攻撃したと主張した。9月にはKhaz Oruzganの戦いが起き、オーストラリア軍が味方の族長のロジ・カーンを誤って殺害してしまう失態も起きた。

### 第二回大統領選挙後
2009年3月、カカラクの戦いが起きた。8月には第二回の大統領選挙が実施され、ウルーズガーン州ではハーミド・カルザイ大統領が最多得票（約61％）を得たが、警察署や検問に対する自爆攻撃が続いた。2010年、第二回の下院選挙と州議会選挙が行われたが、戦争は更に激しくなりISAFや民間人の死傷者が急増した。ウルーズガーン州では誤爆により民間人が死傷し、自爆攻撃が続いていたが、バルケネンデ内閣はアフガニスタン駐留延長問題で総辞職し、2010年8月にオランダ軍が撤退した。結局4年間の派兵で21人のオランダ兵が州内で戦死し、オランダ軍が戦って治安を安定させたはずのチョーラでは撤退後に部族対立が起きて混乱したと言う。一方オーストラリア軍は残留し、同月Derapetで戦ったが、ターリバーン捕獲の際に子供を巻き添えで死亡させた兵士達が軍法会議に掛けられるなど（翌年不起訴）、オーストラリアでも撤退論が高まった。2011年5月、パキスタンでアメリカ軍がウサーマ・ビン・ラーディンの殺害に成功したが、7月にはカルザイ大統領の側近でウルーズガーン州の知事を長く務めたジャン・ムハンマド・カーンがカブールで殺害された。同月、テレビ局や副知事庁舎、警察署やISAFの基地が襲われ、9月にはDoan村の戦いが起きた。2013年12月、オーストラリア軍がウルーズガーン州から撤退した。オーストラリアは12年間で75億ドルの戦費を費やしてアフガニスタンに2万5000人以上を派遣し、うち40人が戦死し261人が負傷したと言う。

### 第三回大統領選挙後
2014年4月、第三回の大統領選挙が実施され、ウルーズガーン州ではアシュラフ・ガニー元財務大臣が最多得票（約27％）を得た。12月、ISAFが終了し多国籍軍は確固たる支援任務に移行し、治安はアフガニスタン軍や警察が独力で維持することになった。
2015年10月、アメリカ合衆国のバラク・オバマ大統領はアメリカ軍の完全撤退を断念した。
2017年8月、アメリカ合衆国のドナルド・トランプ大統領は状況の悪化を防ぐために増派を決定した。10月、政府の支配地域は407郡中231郡（57％）にすぎないことが判明した。政府とターリバーンは122郡（30％）の支配を争っており、ターリバーンが54郡（13％）を支配していることが分かった。ターリバーンの支配地域は2015年11月から2017年8月の間に倍増しており、紛争地域も1.4倍増加した。ウルズガーン州（7郡中5郡）やクンドゥーズ州（7郡中5郡）、ヘルマンド州（14郡中9郡）はほぼターリバーンに支配されていた。
2018年10月、延期されていた第三回の下院議会選挙が行われた。

### 第四回大統領選挙後
2019年9月、第四回の大統領選挙が実施された。

## 行政区分

ウルーズガーン州の郡

1市6郡を擁する。なおNesh郡はカンダハール州に委譲されたようである。またGizab郡は一時期ダーイクンディー州に移譲されたが、その後ウルーズガン州に戻ってきたようである。
1. Tirinkot（ターリン・コート郡[4]）- アチャークザイ族、ドゥッラーニー部族、ハザーラ人[47]
2. Dehraoud（デ・ラーウド郡[4]）- ドゥッラーニー部族、ハザーラ人[47]
3. Chora（チョーラ郡[4]）- アチャークザイ族、ハザーラ人[47]
4. Shahidi Hassas（シャヒーディ・ハサース郡[4]）- ドゥッラーニー部族、Dai Kundi族[47]
5. Khas Urozgan（ハース・ウルズガーン郡[4]）- ハザーラ人、Uruzgani族、アチャークザイ族、Dai Khitai族、Jaghuri族[47]
6. Gizab（ギザーブ郡[4]）
7. Chinarto

## 経済

### 農業
| 種類             | 生産量      | 順位 |
| ---------------- | ----------- | ---- |
| 小麦             | 6万3000トン | 24位 |
| 大麦             | 2万5578トン | 6位  |
| とうもろこし     | 6402トン    | 18位 |
| 米               | 6098トン    | 12位 |
| アーモンド       | 1000トン    | 4位  |
| グレープフルーツ | 500トン     | 11位 |
| ザクロ           | 250トン     | 6位  |
| りんご           | 200トン     | 9位  |
| 桃               | 50トン      | 9位  |

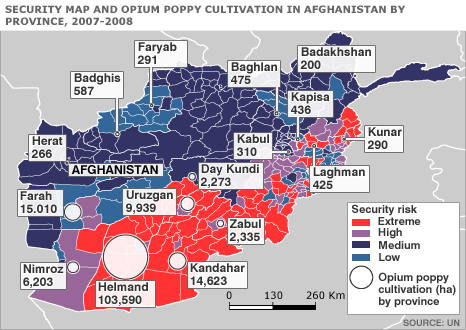
2007年の治安状況

ウルーズガーン州は全国的に見てアーモンド（34州中4位）の生産が盛んで、大麦やザクロ（34州中6位）がかなり生産されている。ウルーズガーン州はアヘンの耕作面積が広い州としても知られている。特に2007年頃はアヘンの耕作面積が全国でTOP5に入るほど多かった。その後ケシ畑は3割ほど減った時期もあったが現在は以前の状態に回復している。ただし全国的には急増している州が多いため順位を下げており、現在は全国6位（2014年）になっている。ケシ畑は州都のタリーン・コートやDihrawud郡、Shahidi Hassas郡など州の西部に多いと言われている。 

## 住民

### 民族
ウルーズガーン州の南部にはドゥッラーニー部族連合のパシュトゥーン人が居り、それ以外の地域にはハザーラ人が居る。パシュトゥーン人は州の東南部にアチャークザイ族が居り、州の西南部にはヌールザイ族やバーラクザイ族、ポーパルザイ族やアリーザイ族などその他のドゥッラーニー部族が居る。またギルザイ部族連合のホターキー族も少しだけ居り、ムハンマド・オマルの出身部族だと言う。ハザーラ人は州の北西部にダーイクンディー族が居り、それ以外の北部にはその他のハザーラ人が居る。Khas Urozgan郡の南部にはUruzgani族やJaghuri族、Dai Khitai族が居る。

### 主な出身者
- ムハンマド・オマル - ターリバーンの最高指導者。
- アブドゥル・ガニ・バラダール - ターリバーンの元副指導者。